# 今村惠子
今村惠子（日语：／ Imamura Keiko，1974年1月31日—），日本的女演員、聲優。出身於日本靜岡縣藤枝市，靜岡縣立藤枝西高等學校畢業。身高158公分，血型是AB型。曾加入東寶藝能公司。

## 簡歷
- 在1991年參加第3次東寶「灰姑娘」選拔，獲得大獎後加入演藝圈。
- 在1992年12月12日上映的電影《蝶龍魔斯拉》（東寶特攝）中與大澤沙也加一起扮演嬰兒島上的「小美人Cosmos（第三代小美人）」，受到了明星般的矚目。與大澤一起在第16屆日本學院獎中獲得新人獎。之後較多參演電視劇，並在2009年8月與上班族男子結婚[2]。2010年4月10日，長子出生[3]。

## 演出

### 電影
- 蝶龍魔斯拉（1992年）－小美人COSMOS
- 暴龍誕生（1993年）－精神科學中心女職員
- 哥吉拉vs太空哥吉拉（1994年）－小美人COSMOS
- 姬百合之塔（1995年）－大城清子
- 三天兩夜（1997年）－由美

### ＴＶ動畫
- H2（1995-1996年）－雨宫光
- 花樣男子（1996-1997年）－藤堂靜
- 烏龍派出所（2001年）－花代

### OVA
- Baby★Love（1997年）－仁科綾乃

### 劇版版動畫
- 花樣男子（1996-1997年）－藤堂靜

### 遊戲
- 相棒DS（2009年）－伊橋由紀恵

### 日語配音
- All In 真愛賭注（2004年）－閔珠茵